# Арми, Фрэнк
Фрэнк Арми (англ. Frank Armi, родился 12 октября 1918 года, Портленд, Орегон — умер 28 ноября 1992 года, Ханфорд, округ Кингс, Калифорния) — американский автогонщик. Трижды 1951—1954 годах пытался пройти квалификацию 500 миль Индианаполиса, но пробился на старт лишь раз — в 1954, заняв последнее 33 место. В гонке отстал на семь кругов и финишировал девятнадцатым и последним.

## Биография
Как и многие из его соотечественников, гоночную карьеру Фрэнк начал с гонок миджетов. К моменту начала выступлений на национальном уровне в 1950 году, он успел поучаствовать в широко разрекламированной, но неудачной попытке перенести соревнования миджетов на международный уровень — в британском туре Мировой автомобильной ассоциации миджетов (англ. World Midget Automobile Association) в 1948. Организовал тур миллионер Боб Топпинг, создавший для этого синдикат, состоявший из Берта Фридлоба, Генри Топпинга и Нормана Ханака. Была сформирована вышеуказанная ассоциация — WMAA и приглашены 20 гонщиков для участия в трех гонках на стадионах Стэмфорд Бридж, Вэлли и стадионе в Уимблдоне. К сожалению, состояние трасс было неудовлетворительным, да и зрители гонки не жаловали, так что все мероприятие было прекращено досрочно.
Участие в гонках чемпионата AAA в 1950 ограничилось лишь одним неудачным участием в гонке в конце ноября. В 1951 году он с ходу попытался принять участие в 500 милях Индианаполиса, но ожидаемо не прошёл квалификацию — как из-за отсутствия опыта управлениями столь мощными автомобилями, так и из-за невысокого уровня собственно автомобилей. Он успел попробовать три разных автомобиля, и если у машины Kurtis Kraft-Duray недостаточно хорошим оказался двигатель, то болиды фирм Scopa и Bardazon сами по себе были недостаточно быстры, несмотря на хороший мотор Offenhauser.
В других гонках чемпионата все поначалу было тоже не очень радужно. В гонках в Милуоки и Детройте летом и в начале осени он, как и в Индианаполисе, не прошёл квалификацию, в Денвере сумел квалифицироваться аж на шестом месте, но в гонке сошёл. Однако затем в Сан-Хосе он почти повторил квалификационный успех, стартовав восьмым, а в гонке наконец финишировал — 12-м, заработав первые 10 очков в чемпионате. В ноябре последовал ещё один сход в гонке, а ещё в одной гонке ему не удалось квалифицироваться.
В 1952 году он решил пропустить 500 миль Индианаполиса, зато в трех других гонках, где смог пробиться на старт, он однажды финишировал десятым и однажды — одиннадцатым. В 1953 наоборот, он ограничился только попыткой квалифицироваться в Инди (неудачной), а также кратковременно заменил Эдгара Элдера на трассе в Сакраменто — закончилось все заглохшим мотором в момент обратной смены пилота.
Наконец, в 1954 году третья попытка прохождения квалификации перед Инди-500 увенчалась успехом — он стартовал с последнего, 33-го места. Последним — 19-м — он и финишировал, отстав на семь кругов. В двух других гонках сезона он и вовсе не смог финишировать.
Повесив шлем на гвоздь по окончании 1954 года, он стал работать в кино и на телевидении звукоинженером. Умер в 1992 году в возрасте 74 лет.

## Результаты выступлений

### Инди 500
| Год   | №                      | Старт                  | Время                  | Ранг                   | Финиш                  | Круги                  | Лидер                  | Причина схода          |
| ----- | ---------------------- | ---------------------- | ---------------------- | ---------------------- | ---------------------- | ---------------------- | ---------------------- | ---------------------- |
| 1951  | Не прошел квалификацию | Не прошел квалификацию | Не прошел квалификацию | Не прошел квалификацию | Не прошел квалификацию | Не прошел квалификацию | Не прошел квалификацию | Не прошел квалификацию |
| 1953  | Не прошел квалификацию | Не прошел квалификацию | Не прошел квалификацию | Не прошел квалификацию | Не прошел квалификацию | Не прошел квалификацию | Не прошел квалификацию | Не прошел квалификацию |
| 1954  | 71                     | 33                     | 137,673                | 33                     | 19                     | 193                    | 0                      | Классифицирован        |
| Всего | Всего                  | Всего                  | Всего                  | Всего                  | Всего                  | 193                    | 0                      |                        |

| Старты      | 1 |
| Поулы       | 0 |
| Первые ряды | 0 |
| Победы      | 0 |
| Топ-5       | 0 |
| Топ-10      | 0 |
| Сход        | 0 |

### Формула-1
| Легенда к таблице |                                                                    |
| --- | ------------------------------------------------------------------ |
| В таблице перечислены результаты всех Гран-при Формулы-1, в которых принимал участие гонщик. Строками таблицы являются сезоны, столбцами — этапы чемпионата мира. В каждой клетке указаны сокращённое название этапа и результат, дополнительно обозначенный цветом. Расшифровка обозначений и цветов представлена в нижеследующей таблице. |                                                                    |
| \| Пример \| Описание \| \| ------------ \| ------------------------------------------------------------------ \| \| 1 \| Победитель \| \| 2 \| Второе место \| \| 3 \| Третье место \| \| 5 \| Финишировал, заработав очки \| \| Сход \| Не финишировал, но при этом заработал очки \| \| 12 \| Финишировал, не получив очков \| \| НКЛ \| Финишировал, но не попал в финальную классификацию \| \| 15 \| Участвовал вне зачёта, либо по отдельной классификации \| \| 18 \| Не финишировал, но попал в финальную классификацию \| \| Сход \| Не финишировал \| \| НКВ \| Не прошёл квалификацию \| \| НПКВ \| Не прошёл предквалификацию \| \| ДСК \| Дисквалифицирован \| \| ИСК \| Исключён из протокола соревнований \| \| ТТ \| Заявлен для участия только в тренировках \| \| НС \| Участвовал в квалификации, но не стартовал в гонке \| \| Т \| Травмирован или болен \| \| ОТК \| Отказ от участия \| \| НТР \| Прибыл на соревнования, но на трассу не выезжал \| \| НПР \| Был заявлен в числе участников, но не прибыл к началу соревнований \| \| О \| Соревнования отменены \| \| \| Не участвовал \| \| Поул-позиция \| \| \| Быстрый круг \| \| |                                                                    |
| Пример | Описание                                                           |
| 1 | Победитель                                                         |
| 2 | Второе место                                                       |
| 3 | Третье место                                                       |
| 5 | Финишировал, заработав очки                                        |
| Сход | Не финишировал, но при этом заработал очки                         |
| 12 | Финишировал, не получив очков                                      |
| НКЛ | Финишировал, но не попал в финальную классификацию                 |
| 15 | Участвовал вне зачёта, либо по отдельной классификации             |
| 18 | Не финишировал, но попал в финальную классификацию                 |
| Сход | Не финишировал                                                     |
| НКВ | Не прошёл квалификацию                                             |
| НПКВ | Не прошёл предквалификацию                                         |
| ДСК | Дисквалифицирован                                                  |
| ИСК | Исключён из протокола соревнований                                 |
| ТТ | Заявлен для участия только в тренировках                           |
| НС | Участвовал в квалификации, но не стартовал в гонке                 |
| Т | Травмирован или болен                                              |
| ОТК | Отказ от участия                                                   |
| НТР | Прибыл на соревнования, но на трассу не выезжал                    |
| НПР | Был заявлен в числе участников, но не прибыл к началу соревнований |
| О | Соревнования отменены                                              |
| | Не участвовал                                                      |
| Поул-позиция |                                                                    |
| Быстрый круг |                                                                    |

| Сезон | Команда            | Шасси             | Двигатель          | Ш | 1   | 2       | 3   | 4   | 5   | 6   | 7   | 8   | 9   | Место | Очки |
| ----- | ------------------ | ----------------- | ------------------ | - | --- | ------- | --- | --- | --- | --- | --- | --- | --- | ----- | ---- |
| 1951  | Bardahl/Page       | Kurtis Kraft      | Duray C            | F | ШВА | 500 НКВ | БЕЛ | ФРА | ВЕЛ | ГЕР | ИТА | ИСП |     | —     | 0    |
| 1951  | Hancock Dome       | Bardazon          | Offenhauser 4,5 L4 | F |     | 500 НКВ |     |     |     |     |     |     |     | —     | 0    |
| 1951  | Scopa              | Scopa             | Offenhauser 4,5 L4 | F |     | 500 НКВ |     |     |     |     |     |     |     | —     | 0    |
| 1953  | Mel-Rae            | Kurtis Kraft 4000 | Offenhauser 4,5 L4 | F | АРГ | 500 НКВ | НИД | БЕЛ | ФРА | ВЕЛ | ГЕР | ШВА | ИТА | —     | 0    |
| 1954  | T.W. & W.T. Martin | Kurtis Kraft      | Offenhauser 4,5 L4 | F | АРГ | 500 19  | БЕЛ | ФРА | ВЕЛ | ГЕР | ШВА | ИТА | ИСП | —     | 0    |